# Vicenta Juaristi Eguino
Vicenta Juaristi Eguino (La Paz, 1780 - 1857) va ser una heroïna de la independència americana. Amb les criolles Úrsula Goyzueta i Simona Manzaneda romanen en l'imaginari col·lectiu de la Paz com a símbol de la lluita contra l'opressió colonial.

## Biografia
Eguino era filla de Francisco Javier Juaristi Eguino Urquisa i de María Antonia Díez de Medina y Ulloa. La seva mare va morir en el part i va quedar òrfena de pare al poc temps, pel que va ser criada pel seu germà Pedro Eguino, qui la va formar en els ideals i sentiments de llibertat. Va contreure matrimoni, sent encara molt jove, amb Rodríguez Flores de Picón. Després de morir el seu primer marit d'una epidèmia, es va casar en segones núpcies amb Mariano de Ayoroa.
En 1809, Vicenta Juaristo Eguino va decidir posar les seves propietats i la quantiosa fortuna de la qual era hereva al servei de la revolució, i la seva casa va esdevenir el centre de diverses reunions clandestines dels patriotes.
En aquells anys va mantenir una relació sentimental amb José Calderón i Sanjinés, el qual havia lluitat al costat de Mariscal Sucre a Ayacucho, i acabarà participant posteriorment en la signatura de l'Acta de Chuquisaca que va donar la independència a l'Alt Perú. Fruit d'aquesta relació va néixer el seu primer fill, Pedro.
Assenyalada com a rebel, va ser condemnada a presó en nombroses ocasions. El general José Manuel de Goyeneche la va desterrar a Cusco sota una multa de sis mil pesos. Va poder retornar a La Paz i es va refugiar en una de les seves finques de Río Abajo. També va ser condemnada a mort per Mariano Ricafort, tot i que va evitar la pena màxima gràcies al suport popular dels ciutadans de La Paz i a la intervenció de diversos caps reialistes, que van aconseguir que la pena li fos commutada per una elevada sanció pecuniària i el desterrament perpetu a Cusco.
Un cop conclosa la Guerra de la Independència, el 18 d'agost de 1825, Vicenta Eguino va lliurar la clau d'or de la ciutat a Simón Bolívar, i una garlanda de plata tatxonada en pedres precioses que ella va manar elaborar. com a mostra de gratitud cap a l'alliberador.
Va morir el 14 de març de 1857, a l'edat de 72 anys. Va rebre solemnes honors fúnebres per part de govern del general Jorge Córdova i de tota la població civil, militar i eclesiástica.

## Homenatges
A la ciutat de La Paz hi ha una plaça dedicada a la seva memòria amb una estàtua de Vicenta Juaristi Eguino esculpida per Víctor Hugo Barrenechea. Va ser inaugurada l'11 de desembre de 1975.